# Порядок написания черт в иероглифах
Порядок написания черт (кит. трад. 筆順, упр. 笔顺, палл. бишунь; яп. 筆順 хицудзюн либо 書き順 каки-дзюн; кор. 필순 筆順 пхильсун либо 획순 畫順 хвексун) регламентирует последовательность, в которой записываются черты китайского иероглифа. Черта наносится на поверхность в одно движение пишущим инструментом.
В той или иной роли китайские иероглифы используются в китайском, японском и корейском языках. В этих языках они называются ханьцзы, кандзи и ханча соответственно.

## Порядок черт в разных странах
| Различные последовательности записи черт иероглифа 必; от чёрного к красному. |                   |        |     |
| Традиционный                                                                  | Тайвань и Гонконг | Япония | КНР |

В наши дни правительства материкового Китая, Гонконга, Тайваня и Японии стандартизовали официальный порядок написания черт в иероглифах для преподавания в школах. Эти стандарты, регламентирующие последовательность написания черт, прописаны в приложениях к наборам используемых иероглифов для каждой страны. Сами стандарты тоже отличаются друг от друга, и ни один из них не соответствует традиционному порядку написания полностью. Различия между государственными стандартами и традиционным порядком написания вытекают из-за недостаточного вникания стандартизаторов в каллиграфию, а также из-за необходимости создания более понятных правил для школьников, которые могут быть сбиты с толку слишком запутанными описаниями и обилием исключений. Список отличий, представленный ниже, не является исчерпывающим.

Варианты написания иероглифов:
слева направо: японский, тайваньский, гонконгский, пекинский, из Канси

- Традиционный порядок написания: широко использовавшийся в имперском Китае, сейчас используется в синосфере как дополнительный стандарт к государственному. Практикуется, главным образом, в среде просвещённых мастеров каллиграфии. Также известен как «каллиграфический» порядок написания. Как стандарт он выведен студией рукописных документов дореспубликанского Китая, состоящей из известных каллиграфов. Данный порядок наиболее консервативен по отношению к этимологии, конструкции и эволюции иероглифа, а также традиции. У многих иероглифов имеется несколько верных вариантов написания (см. илл.). Порядок черт разнится в разных стилях письма. В отличие от других стандартов, этот стандарт не является государственным.
- Тайваньский порядок написания (Li & al., 1995): используется, в основном, на современном Тайване. Стандарт написания иероглифов устанавливается Министерством образования Республики Китай. Порядок написания в нём отличается от традиционного: точка в верхнем углу компонента 戈 пишется второй от конца, а не последней. Вертикальная черта в 忄 Архивная копия от 18 апреля 2003 на Wayback Machine пишется второй, а не первой. Иероглиф 成 пишут, начиная с горизонтали. Компонент 𠂇 Архивная копия от 15 мая 2021 на Wayback Machine, встречающийся в словах 左 (левый) и 右 (правый), пишется всегда с горизонтальной черты, тогда как в традиционном порядке начертание различается в зависимости от этимологии.
- Японский порядок написания: используется, в основном, в современной Японии. Стандарт написания иероглифов Дзёё кандзи утверждён Министерством образования, культуры, спорта, науки и технологий. Он содержит множество обновлённых в 1946 году знаков. Стандарт разрешает авторам свободно определять порядок написания черт с учётом сложившихся в обществе правил. В «Дзёё кандзи» две стороны компонента «艹» («трава») объединены и пишутся в три черты. Также, на этот стандарт оказало влияние так называемое «ходовое письмо», в результате чего запись некоторых вертикальных черт предшествует записи пересекающих горизонтальных, если вертикальная черта не выходит за пределы нижней горизонтальной, как в случае 隹 и 生. Написание иероглифа 必 начинается с верхней точки, в то время как в традиционном порядке вначале записывается черта 丿.
- Порядок написания КНР (за исключением Гонконга): используется, в основном, в современном материковом Китае, за исключением Гонконга. В 1956 году правительство КНР провело реформу упрощения иероглифов, был создан стандартный набор иероглифов, кит. трад. 現代漢語常用字表, упр. 现代汉语常用字表, пиньинь xiàndài hànyǔ chángyòng zìbiǎo, палл. сяндай ханьюй чанъюн цзыбяо. В результате реформы порядок написания черт многих иероглифов значительно поменялся. Кроме того, новый стандарт отличается от традиционного в написании компонента 艹 Архивная копия от 2 мая 2019 на Wayback Machine, он, аналогично японскому написанию, пишется в три черты. Горизонтальная черта 𠂇 Архивная копия от 15 мая 2021 на Wayback Machine всегда пишется первой. Компонент 乃 заканчивается чертой 丿. Компонент 成 начинается с горизонтали.
- Гонконгский порядок написания: используется, в основном, в современном Гонконге. Стандартный набор иероглифов Департамента образования иер. трад. 常用字字形表, упр. 常用字字形表, ютпхин: seung4 yung6 ji6 ji6 ying4 biu2, кант.-рус.: сён-юн-чи-чи-ин-пиу, пиньинь: cháng yòng zì zì xíng biǎo, буквально: «чанъюнцзыцзысинбяо». Порядок написания также отличается от традиционного: 艹 Архивная копия от 2 мая 2019 на Wayback Machine пишется в порядке «вертикальная черта, горизонтальная черта, вертикальная, горизонтальная». Традиционно этот компонент оканчивается правым вертикальным штрихом. Компонент 成 начинается с горизонтали.

## Общее руководство
| Порядок черт, принятый на Тайване (Акцент: Сверху вниз) |  | Порядок черт, принятый в Материковом Китае, Гонконге, Макао (Акцент: Слева направо) |  |

Сверху вниз, слева направо
Сначала горизонтальная, потом вертикальная черта
Черта, пересекающие другие черты, пишется после черт, которые она пересекает
Сначала откидная черта влево, потом откидная черта вправо
Сначала внешнее, потом внутреннее, в конце закрытие внешнего
Сначала середина, потом бока
Сначала левая черта, потом ограждающая черта
Нижнее ограждение в последнюю очередь
Точки и другие незначительные элементы в последнюю очередь